# Yasutomi Nishizuka

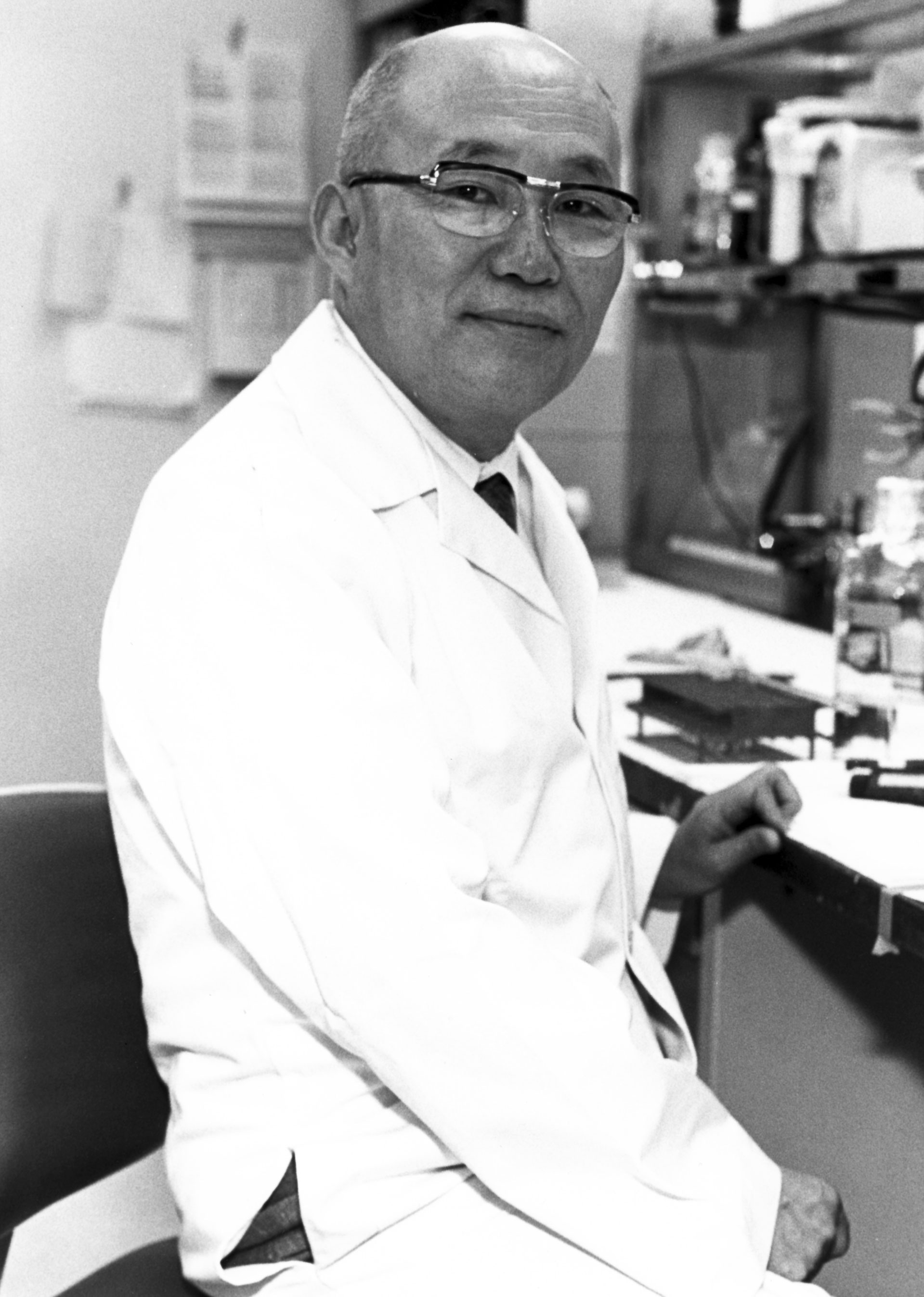
Yasutomi Nishizuka

Yasutomi Nishizuka (japanisch 西塚 泰美, Nishizuka Yasutomi; * 12. Juli 1932 in Ashiya; † 4. November 2004 in Kōbe) war ein japanischer Biochemiker. Er ist bekannt als Entdecker der Proteinkinase C.

## Leben
Nishizuka studierte Medizin an der Universität Kyōto (M.D. 1957), wo er 1962 promoviert wurde (Ph.D.). Als Postdoktorand war er an der Rockefeller University bei Fritz Albert Lipmann. Ab 1962 war er Forscher an der Universität Kyoto, wo er 1964 Assistenzprofessor in der Fakultät für medizinische Chemie wurde. Von 1969 bis zu seinem Tod war er Professor für Biochemie und Vorstand der Biochemischen Fakultät der Universität Kōbe, wo er auch zeitweise Präsident der Universität war.
Er war Mitglied der Royal Society, der Académie des sciences, der National Academy of Sciences, der American Academy of Arts and Sciences (1992), der Japanischen Akademie der Wissenschaften, der Real Academia de Ciencias Exactas, Físicas y Naturales und der Deutschen Akademie der Naturforscher Leopoldina (1994).

## Auszeichnungen
- 1987: Person mit besonderen kulturellen Verdiensten
- 1988: Alfred P. Sloan, Jr. Prize
- 1988: Gairdner Foundation International Award
- 1988: Kulturorden
- 1989: Albert Lasker Award for Basic Medical Research
- 1992: Jimenez-Diaz-Preis
- 1992: Kyoto-Preis
- 1995: Ernst Schering Preis
- 1994/95 Wolf-Preis in Medizin.